# 篠原駿一郎
篠原 駿一郎 (しのはら しゅんいちろう、1944年1月8日 - )は、日本の哲学者、倫理学者。長崎大学名誉教授。
筆名に「篠原 偲」。

## 経歴
福岡県生まれ。九州大学で工学を専攻、のち哲学に転じる。ロンドン大学（ベッドフォード・カレッジ）哲学部大学院中退。哲学・倫理学・論理学専攻。長崎大学名誉教授。

## 著書
- 『専業主婦のススメ』（篠原偲名義、晃洋書房） 2000
- 『哲学するって，こんなこと?』（未知谷） 2008
- 『生命科学のユートピア』（NHKシリーズ） 2015

### 編著・共著
- 『生と死の倫理学 - よく生きるためのバイオエシックス入門（共編、ナカニシヤ出版） 2002
- 『男と女の倫理学 - よく生きるための共生学入門』（共編、ナカニシヤ出版） 2005
- 『よく生き、よく死ぬ、ための生命倫理学』（共編、ナカニシヤ出版） 2009